# Doris Meyer
Doris Meyer (* 10. Juni 1957 in Höchstädt an der Donau; † 22. Januar 2012) war eine deutsche Politikerin aus Oppertshofen in Bayern.

## Leben
Nach der Mittleren Reife erlernte Doris Meyer von 1973 bis 1975 das Müllerhandwerk, 1979 legte sie die Meisterprüfung ab. Von 1978 bis 1980 besuchte sie die Deutsche Müllerschule in Braunschweig mit dem Abschluss Staatlich geprüfte Müllereitechnikerin, 1992 übernahm sie die elterliche Mühle mit Sägewerk. Sie trat 1975 in die CSU ein und war von 2002 bis 2005 Mitglied des Deutschen Bundestages. Von Mai 1984 bis zu ihrem Tod war sie Mitglied des Kreistages Donau-Ries. Dem Gemeinderat ihrer Heimatgemeinde Tapfheim gehörte sie von Mai 1984 bis Oktober 2011 an und wurde von diesem mit der Silbernen Bürgermedaille ausgezeichnet. Doris Meyer setzte sich jahrelang für die Energiewende ein, unter anderem als Vizepräsidentin des Bundesverbandes Erneuerbare Energie, Vizepräsidentin des Bundesverbandes Deutscher Wasserkraftwerke und 2. Vorsitzende der Vereinigung Wasserkraftwerke in Bayern.
Doris Meyer verstarb am 22. Januar 2012 im Alter von 54 Jahren nach schwerer Krankheit.

## Auszeichnungen
- 2008: Silberne Bürgermedaille[4]